# Liste des épisodes de Burn Notice
Cet article présente la liste des épisodes de la série télévisée américaine Burn Notice.

## Liste des épisodes

### Première saison (2007)
1. Hors circuit [1/2] (Pilot [1/2])
2. Hors circuit [2/2] (Pilot [2/2])
3. Espion ou Escroc (Identity)
4. Cibles émouvantes (Fight or Flight)
5. Tout ce qui brille (Old Friends)
6. Family business (Family Business)
7. Pour une poignée de dollars (Unpaid Debts)
8. La Loi de la rue (Broken Rules)
9. Guerre psychologique (Wanted Man)
10. Le Négociateur (Hard Bargain)
11. Agent trouble (False Flag)
12. Les Meilleurs Ennemis [1/2] (Dead Drop [1/2])
13. Les Meilleurs Ennemis [2/2] (Loose Ends [2/2])

### Deuxième saison (2008-2009)
1. La Menace invisible (Breaking and Entering)
2. Les Faussaires (Turn and Burn)
3. L'Arnaque (Trust Me)
4. Le Faux Ami (Comrades)
5. Les Professionnels (Scatter Point)
6. La Musique dans le sang (Bad Blood)
7. Armes fatales (Rough Seas)
8. Permis de tuer (Double Booked)
9. Le Bon Soldat (Good Soldier)
10. Effet placebo (Do No Harm)
11. Guerre-Éclair (Hot Spot)
12. L'Art du mensonge (Seek And Destroy)
13. Huis clos (Bad Breaks)
14. Que justice soit faite (Truth and Reconciliation)
15. L'Échange (Sins of Omission)
16. En route pour l'enfer (Lesser Evil)

### Troisième saison (2009-2010)
1. À la loyale (Friends and Family)
2. La Croix et la Bannière (Questions and Answers)
3. Trafic d'influence (End Run)
4. Chassé-Croisé (Fearless Leader)
5. La Sagesse du fou (Signals and Codes)
6. Le Chasseur (The Hunter)
7. Mauvaise Éducation (Shot in the Dark)
8. Nettoyage et Blanchiment (Friends Like These)
9. Enchères à l'irlandaise (Long Way Back)
10. Le Prix à payer (A Dark Road)
11. Pacte avec le Diable (Friendly Fire)
12. Sous emprise (Noble Causes)
13. Le Retour de Larry (Enemies Closer)
14. L'Associé de l'ombre (Partners in Crime)
15. Instant T (Good Intentions)
16. Le Mercenaire (Devil You Know)

### Quatrième saison (2010)
1. Mes amis, mes ennemis (Friends and Enemies)
2. L’homme à abattre (Fast Friends)
3. Mafia blues (Made Man)
4. Braquage et Dérapage (Breach of Faith)
5. David contre Goliath (Neighborhood Watch)
6. À la pointe de l’épée (Entry Point)
7. Guerre froide (Past and Future Tense)
8. Pas de fumée sans feu (Where There's Smoke)
9. L’Œil du cyclone  (Center of the Storm)
10. Haute Trahison (Hard Time)
11. Trous noirs (Blind Spot)
12. Le Pardon ou la Vengeance (Guilty as Charged)
13. Ondes de choc (Eyes Open)
14. Plein gaz (Hot Property)
15. Mon frère ce héros (Brotherly Love)
16. Mort ou Vif (Dead or Alive)
17. Le Chacal (Out of the Fire)
18. L’Ultime Assaut (Last Stand)

### Téléfilm préquel (2011)
Ce téléfilm a été diffusé le 17 avril 2011 sur USA Network, aux États-Unis.
1. Sam Axe : La Dernière Mission (Burn Notice: The Fall of Sam Axe)

### Cinquième saison (2011)
Cette cinquième saison, initialement prévue pour quinze épisodes, est finalement composée de dix-huit épisodes. Elle a été diffusée du 23 juin 2011 au 15 décembre 2011 sur USA Network, aux États-Unis.
1. L'homme qui en savait trop (Company Man)
2. La Chair et le Sang (Bloodlines)
3. Agents doubles (Mind Games)
4. Cœur de pirates (No Good Deed)
5. La Relève (Square One)
6. L'Ennemi de mon ennemi (Enemy of my Enemy)
7. État de siège (Beseiged)
8. L'Île de tous les dangers (Hard Out)
9. Protection rapprochée (Eye For an Eye)
10. Seul contre tous (Army of One)
11. De choc et de charmes (Better Halves)
12. Manipulation (Dead to Rights)
13. Le Complexe du martyr (Damned If You Do)
14. Soif de vengeance (Breaking Point)
15. Opération missile (Necessary Evil)
16. Hors de contrôle (Depth Perception)
17. Le Prix du sacrifice (Acceptable Loss)
18. Une journée en enfer (Fail Safe)

### Sixième saison (2012)
Le 16 avril 2010, la série a été renouvelée pour une sixième saison de dix-huit épisodes. Elle a été diffusée du 14 juin 2012 au 20 décembre 2012 sur USA Network, aux États-Unis.
1. Dans la gueule du loup (Scorched Earth)
2. Le Cartel (Mixed Messages)
3. La croisière s'amuse (Last Rites)
4. Le Paquet (Under the Gun)
5. Quitte ou Double (Split Decision)
6. Dommage collatéral (Shock Wave)
7. Petite réunion entre amis (Reunion)
8. À visage découvert (Unchained)
9. Fausse Piste (Official Business)
10. Illusions perdues (Desperate Times)
11. Alliance forcée (Desperate Measures)
12. Pour la peau d'un flic (Means and Ends)
13. Guet-apens (Over the Line)
14. Une lutte sans merci (Down and Out)
15. Sur le fil du rasoir (Best Laid Plans)
16. L'Intrus (Odd Man Out)
17. Cours, Michael, cours ! (You Can Run)
18. Échec et Mat  (Game Change)

### Septième saison (2013)
Le 7 novembre 2012, la série a été renouvelée pour une septième et dernière saison composée de treize épisodes diffusée depuis le 6 juin 2013.
1. Nouveau Départ (New Deal)
2. Loin des yeux, loin du cœur (Forget Me Not)
3. Coup de poker (Down Range)
4. Frères d'armes (Brothers in Arms)
5. En territoire ennemi (Exit Plan)
6. Tout ou Rien (All or Nothing)
7. L'Instinct du tueur (Psychological Warfare)
8. Exfiltration (Nature of the Beast)
9. Le Goût de l'amertume (Bitter Pill)
10. Un ami qui vous veut du mal (Things Unseen)
11. L'Ironie du sort (Tipping Point)
12. À feu et à sang (Sea Change)
13. La fin justifie les moyens (Reckoning)